# 北中镇
北中镇，是中华人民共和国安徽省安庆市太湖县下辖的一个乡镇级行政单位。

## 行政区划
北中镇下辖以下地区：
望天村、宝坪村、马嘶村、江河村、罗山村、三村、元畈村、花冲村、沙河村、吕河村、浮坵村、桐山村、吴俊村、将军村、玉珠村、明珠村、玉岭村和莲花村。